# ウッチャン式
『ウッチャン式』（ウッチャンしき）は、TBS系列で放送されているバラエティ番組。内村光良（ウッチャンナンチャン）の冠番組。
芸能人が普段とは違う組み合わせで初めてのことにチャレンジし、計算が立たないロケ「ウッチャン式」を内村らがスタジオで見守るドキュメントバラエティ。
当初は特別番組として、2020年11月28日に土曜☆ブレイク枠で第1弾、次いで2021年1月3日に第2弾、そして同年5月28日には第3弾がゴールデン帯で初めて放送された。同年8月1日から10月3日には日曜グランプリ枠の第3弾として、毎週日曜13:30 - 13:57（JST）に全10回のレギュラー放送が実施された。

## 放送日
| 回 | 放送日                    | 放送時間（JST）     | 放送枠         | 備考 |
| -- | ------------------------- | ------------------- | -------------- | ---- |
| 1  | 2020年11月28日            | 土曜 14:00 - 14:54  | 土曜☆ブレイク  |      |
| 2  | 2021年01月03日            | 日曜 23:25 - 翌1:25 |                |      |
| 3  | 2021年05月28日            | 金曜 20:00 - 22:00  |                |      |
| 4  | 2021年08月01日 - 10月03日 | 日曜 13:30 - 13:57  | 日曜グランプリ |      |
| 5  | 2021年11月23日            | 火曜 19:00 - 20:57  |                |      |

## 出演者

### 司会
- 内村光良（ウッチャンナンチャン）

### アシスタント
- 堀田真由（*1）
- 野村彩也子（TBSアナウンサー *2）
- 山本恵里伽（同上、*3）

### スタジオゲスト
第1回
- 川島明（麒麟）
- ホラン千秋
- 野村彩也子（TBSアナウンサー）

第2回
- 川島明（麒麟）
- 髙橋優斗（HiHi Jets）
- 福地桃子
- ぺこぱ

第3回
- 川島明（麒麟）
- くっきー!（野性爆弾）
- 高山一実（乃木坂46）
- 山崎弘也（アンタッチャブル）
- 吉川愛

第4回
- 川島明（麒麟）
- 山崎弘也
- 若槻千夏

### VTR出演
第1回
- くっきー!（野性爆弾）
- 高岸宏行（ティモンディ）
- トリンドル玲奈
- 浜口京子

第2回
- 春日俊彰（オードリー）
- 神田愛花
- 高岸宏行（ティモンディ）
- 高嶋政宏
- 高田秋
- 高見奈央
- TAKI
- 都築拓紀（四千頭身）
- 東山紀之
- フワちゃん
- 別府ともひこ（エイトブリッジ）
- 本田望結
- 丸山桂里奈

### ナレーター
- 田子千尋（*1、2）
- 沢城みゆき（*3）
- Bose（*3）

## ネット局

### スペシャル版（第1弾）
| 放送対象地域   | 放送局             | 系列    | 放送期間       | 放送時間            | ネット状況 |
| -------------- | ------------------ | ------- | -------------- | ------------------- | ---------- |
| 関東広域圏     | TBSテレビ（TBS）   | TBS系列 | 2020年11月28日 | 土曜 14:00 - 14:54  | 制作局     |
| 岡山県・香川県 | RSK山陽放送（RSK） | TBS系列 | 2020年11月28日 | 土曜 14:00 - 14:54  | 同時ネット |
| 広島県         | 中国放送（RCC）    | TBS系列 | 2021年1月2日   | 土曜 1:56 - 2:52    | 遅れネット |
| 宮城県         | 東北放送（TBC）    | TBS系列 | 2021年1月3日   | 日曜 23:25 - 翌0:30 | 遅れネット |

### スペシャル版（第2弾）
| 放送対象地域   | 放送局                | 系列    | 放送期間       | 放送時間            | ネット状況 |
| -------------- | --------------------- | ------- | -------------- | ------------------- | ---------- |
| 関東広域圏     | TBSテレビ（TBS）      | TBS系列 | 2021年1月3日   | 日曜 23:25 - 翌1:25 | 制作局     |
| 北海道         | 北海道放送（HBC）     | TBS系列 | 2021年1月3日   | 日曜 23:25 - 翌1:25 | 同時ネット |
| 福島県         | テレビユー福島（TUF） | TBS系列 | 2021年1月3日   | 日曜 23:25 - 翌1:25 | 同時ネット |
| 新潟県         | 新潟放送（BSN）       | TBS系列 | 2021年1月3日   | 日曜 23:25 - 翌1:25 | 同時ネット |
| 静岡県         | 静岡放送（SBS）       | TBS系列 | 2021年1月3日   | 日曜 23:25 - 翌1:25 | 同時ネット |
| 中京広域圏     | CBCテレビ（CBC）      | TBS系列 | 2021年1月3日   | 日曜 23:25 - 翌1:25 | 同時ネット |
| 鳥取県・島根県 | 山陰放送（BSS）       | TBS系列 | 2021年1月3日   | 日曜 23:25 - 翌1:25 | 同時ネット |
| 岡山県・香川県 | RSK山陽放送（RSK）    | TBS系列 | 2021年1月3日   | 日曜 23:25 - 翌1:25 | 同時ネット |
| 福岡県         | RKB毎日放送（RKB）    | TBS系列 | 2021年1月3日   | 日曜 23:25 - 翌1:25 | 同時ネット |
| 宮城県         | 東北放送（TBC）       | TBS系列 | 2021年12月27日 | 月曜 23:10 - 翌1:10 | 遅れネット |

### スペシャル版（第3弾）
| 放送対象地域   | 放送局                    | 系列    | 放送期間      | 放送時間           | 備考   |
| -------------- | ------------------------- | ------- | ------------- | ------------------ | ------ |
| 関東広域圏     | TBSテレビ（TBS）          | TBS系列 | 2021年5月28日 | 金曜 20:00 - 22:00 | 制作局 |
| 北海道         | 北海道放送（HBC）         | TBS系列 | 2021年5月28日 | 金曜 20:00 - 22:00 |        |
| 青森県         | 青森テレビ（ATV）         | TBS系列 | 2021年5月28日 | 金曜 20:00 - 22:00 |        |
| 岩手県         | IBC岩手放送（IBC）        | TBS系列 | 2021年5月28日 | 金曜 20:00 - 22:00 |        |
| 宮城県         | 東北放送（TBC）           | TBS系列 | 2021年5月28日 | 金曜 20:00 - 22:00 |        |
| 山形県         | テレビユー山形（TUY）     | TBS系列 | 2021年5月28日 | 金曜 20:00 - 22:00 |        |
| 福島県         | テレビユー福島（TUF）     | TBS系列 | 2021年5月28日 | 金曜 20:00 - 22:00 |        |
| 山梨県         | テレビ山梨（UTY）         | TBS系列 | 2021年5月28日 | 金曜 20:00 - 22:00 |        |
| 長野県         | 信越放送（SBC）           | TBS系列 | 2021年5月28日 | 金曜 20:00 - 22:00 |        |
| 新潟県         | 新潟放送（BSN）           | TBS系列 | 2021年5月28日 | 金曜 20:00 - 22:00 |        |
| 静岡県         | 静岡放送（SBS）           | TBS系列 | 2021年5月28日 | 金曜 20:00 - 22:00 |        |
| 富山県         | チューリップテレビ（TUT） | TBS系列 | 2021年5月28日 | 金曜 20:00 - 22:00 |        |
| 石川県         | 北陸放送（MRO）           | TBS系列 | 2021年5月28日 | 金曜 20:00 - 22:00 |        |
| 中京広域圏     | CBCテレビ（CBC）          | TBS系列 | 2021年5月28日 | 金曜 20:00 - 22:00 |        |
| 近畿広域圏     | 毎日放送（MBS）           | TBS系列 | 2021年5月28日 | 金曜 20:00 - 22:00 |        |
| 鳥取県・島根県 | 山陰放送（BSS）           | TBS系列 | 2021年5月28日 | 金曜 20:00 - 22:00 |        |
| 岡山県・香川県 | RSK山陽放送（RSK）        | TBS系列 | 2021年5月28日 | 金曜 20:00 - 22:00 |        |
| 広島県         | 中国放送（RCC）           | TBS系列 | 2021年5月28日 | 金曜 20:00 - 22:00 |        |
| 山口県         | テレビ山口（tys）         | TBS系列 | 2021年5月28日 | 金曜 20:00 - 22:00 |        |
| 愛媛県         | あいテレビ（ITV）         | TBS系列 | 2021年5月28日 | 金曜 20:00 - 22:00 |        |
| 高知県         | テレビ高知（KUTV）        | TBS系列 | 2021年5月28日 | 金曜 20:00 - 22:00 |        |
| 福岡県         | RKB毎日放送（RKB）        | TBS系列 | 2021年5月28日 | 金曜 20:00 - 22:00 |        |
| 長崎県         | 長崎放送（NBC）           | TBS系列 | 2021年5月28日 | 金曜 20:00 - 22:00 |        |
| 熊本県         | 熊本放送（RKK）           | TBS系列 | 2021年5月28日 | 金曜 20:00 - 22:00 |        |
| 大分県         | 大分放送（OBS）           | TBS系列 | 2021年5月28日 | 金曜 20:00 - 22:00 |        |
| 宮崎県         | 宮崎放送（MRT）           | TBS系列 | 2021年5月28日 | 金曜 20:00 - 22:00 |        |
| 鹿児島県       | 南日本放送（MBC）         | TBS系列 | 2021年5月28日 | 金曜 20:00 - 22:00 |        |
| 沖縄県         | 琉球放送（RBC）           | TBS系列 | 2021年5月28日 | 金曜 20:00 - 22:00 |        |

### レギュラー放送
| 放送対象地域 | 放送局                | 系列    | 放送期間                  | 放送時間                    | ネット状況 | 備考   |
| ------------ | --------------------- | ------- | ------------------------- | --------------------------- | ---------- | ------ |
| 関東広域圏   | TBSテレビ（TBS）      | TBS系列 | 2021年8月1日 - 10月3日    | 日曜 13:30 - 13:57          | 制作局     | 制作局 |
| 宮城県       | 東北放送（TBC）       | TBS系列 | 2021年8月1日 - 10月3日    | 日曜 13:30 - 13:57          | 同時ネット |        |
| 福島県       | テレビユー福島（TUF） | TBS系列 | 2021年8月1日 - 10月3日    | 日曜 13:30 - 13:57          | 同時ネット |        |
| 愛媛県       | あいテレビ（itv）     | TBS系列 | 2021年8月1日 - 10月3日    | 日曜 13:30 - 13:57          | 同時ネット |        |
| 福岡県       | RKB毎日放送（RKB）    | TBS系列 | 2021年9月3日 -            | 土曜（日曜深夜）0:50 - 1:25 | 遅れネット | [ 5 ]  |
| 近畿広域圏   | 毎日放送（MBS）       | TBS系列 | 2021年10月14日 - 12月16日 | 木曜（水曜深夜）0:25 - 0:56 | 遅れネット |        |

## スタッフ
2021年5月28日放送分（第3回）
- 構成：中野俊成、内村宏幸、成瀬正人、石原慎也
- TM：八木真
- TD：荻野祐也
- CAM：柳田智明
- VE：吉田崇
- 音声：藤井勝彦
- 照明：加藤由美子
- 編集：大島洋介
- 音効：岡田淳一
- CG：榛葉大介、八木真一郎
- イラスト：荒井茜
- 美術P：太田卓志、齊藤傑
- デザイナー：寒友哉
- 美術制作：三枝善治郎
- 装置：正代俊明
- 操作：松本幸佳
- アクリル装飾：青木剛
- 装飾：篠原直樹
- 衣装：原口恵里
- ロケ技術：エスパシオ、DEEP、Bull Bull
- 小物協力：ロゴスコーポレーション
- 撮影協力：ANK、コテージ森林村
- 協力：Eno Studio、casinodrive、東京オフラインセンター
- 編成：高市廉
- 宣伝：山岸信良、橋本幸江
- TK：鈴木裕恵
- デスク：菊池友加里
- AD：農座千尋、平野大志、
- AP：櫻井弘美、内田真実子
- 制作進行：内田琢磨
- ディレクター：鈴木良尚、川端洋輔、梅野良祐（梅野→*2 - ）、伏貫健介、長井貴仁、中山暢浩、桑原夏希
- 演出：丹野樹史
- 担当プロデューサー：山本一雄（山本→*1はMP・考査、*2は担当P）、谷知明、森嶋正也、内藤三保子、早瀬志都加、国部有紀
- 総合演出：須藤有加（*1は企画・総合演出、*2は総合演出）
- プロデューサー：麻生邦浩
- チーフプロデューサー：畠山渉
- 制作協力：TBS SPARKLE、BULLY CAT、FAT TRUNK（FAT→*3）
- 制作：TBSテレビコンテンツ制作局バラエティ制作二部
- 制作著作：TBS

### 過去のスタッフ
- VE：佐藤希美（*1）
- 音声：斉藤宏司（*1）
- 照明：木村郁恵（*1）
- 化粧：大の木ひで（*1,2）、梅原恵里（*1）
- ロケ技術：檀亮・浦谷清顕・坂口賢大・中島大樹・小原憲・酒井亜耶（両社ともエスパシオ、*1）、レック（*2）
- MA：足達健太郎
- リサーチ：正岡彩
- 協力：D☆D FACTORY
- 宣伝：落合真美、林遼二
- デスク：市村友希
- フードコーディネーター：伊藤佳明
- AD：着本大貴、増田大地、岡田友理彩、萩尾志帆、外山友香菜、山下友佳／今井拓海、大久保達巳、西部靜月
- AP：山本怜奈
- ディレクター：高市輝久、山本健也、武田治、内田雅行、岩木伸次、大塚大智